# Пилипча (Белоцерковский район)
Пили́пча (укр. Пилипча) — село, входит в Белоцерковский район Киевской области Украины.
Население по переписи 2001 года составляло 633 человека. Почтовый индекс — 09153. Телефонный код — 4563.

## Местный совет
09153, Киевская обл., Белоцерковский р-н, с. Пилипча, ул. Ленина, 5.